# COVID-19-Pandemie in Papua-Neuguinea
Die COVID-19-Pandemie tritt in Papua-Neuguinea seit März 2020 als Teil der weltweiten COVID-19-Pandemie auf, die im Dezember 2019 in China ihren Ausgang nahm. Die COVID-19-Pandemie betrifft die neuartige Erkrankung COVID-19. Diese wird durch das Virus SARS-CoV-2 aus der Gruppe der Coronaviridae verursacht und gehört in die Gruppe der Atemwegserkrankungen. Ab dem 11. März 2020 stufte die Weltgesundheitsorganisation (WHO) das Ausbruchsgeschehen des neuartigen Coronavirus als weltweite Pandemie ein.

## Verlauf

### Januar
Am 30. Januar 2020 verbot die Regierung von Papua-Neuguinea alle Einreisen aus asiatischen Ländern und schloss die Landesgrenze zu Indonesien.

### März
Am 20. März 2020 wurde der erste COVID-19-Fall in Papua-Neuguinea bestätigt.

### April
Bis zum 18. April wurden von der WHO für Papua-Neuguinea insgesamt sieben COVID-19-Fälle gemeldet.

### Mai
Am 4. Mai 2020 wurde der letzte aktive Fall von COVID-19 in Papua-Neuguinea gesund. Damit ist das Land, mit Stand 13. Mai 2020, neben Suriname, Belize und Mauritius eines der vier Länder, welches keinen aktiven Fall von COVID-19, nach bestätigten Infektionen, aufweist.

## Statistik